# Manuel Casella
Manuel Casella (Piacenza, 6 novembre 1978) è un attore ed ex modello italiano.

## Biografia
Dopo esser stato modello, nel 2000 debutta nel mondo dello spettacolo, partecipando al programma di Italia 1, Il brutto anatroccolo, con Marco Balestri e Amanda Lear, della quale è stato compagno dal 2002 fino al 2008. Ha una figlia di nome Sofia
. Nel 2002 appare per la prima volta sul grande schermo con un film francese, Le defi, per la regia di Blanca Li. Nel 2004 è nel cast del film tv L'uomo sull'argine, regia di Gilberto Squizzato. L'anno successivo partecipa alla terza edizione del reality show di Rai 2, L'isola dei famosi, condotta da Simona Ventura, venendo eliminato nel corso della quinta puntata con il 51% dei voti. Nel 2007 interpreta il ruolo di Walter Perone nella sit-com in onda su Rai 3, Colpi di sole, regia di Mariano Lamberti.
Nello stesso anno è uno dei protagonisti del musical La surprise de l'amour, regia di Marco Bracco, con cui debutta il 20 dicembre al Teatro Verdi di Genova. Nel 2008 torna sul piccolo schermo con Coco Chanel, miniserie tv, in onda su Rai 1, dedicata alla vita della celebre stilista francese, Coco Chanel, diretta da Christian Duguay, in cui ha il ruolo del nipote e assistente della stilista che ha i volti di Barbora Bobuľová e Shirley MacLaine. Tra il 2008 e il 2009 è in tournée con lo spettacolo teatrale I 39 scalini, regia di Maria Aitken. Nel 2009 è il conduttore degli episodi di daytime del reality La sposa perfetta su Rai 2 con Cesare Cadeo e Roberta Lanfranchi. Nel 2012 tornerà nella nona edizione de L'isola dei famosi, condotta da Nicola Savino e Vladimir Luxuria, classificandosi secondo dietro Antonella Elia. Nel 2015 diventa il Talent con Giulia Garbi del programma "Chi sceglie la seconda casa?", in onda per due stagioni su Dove e La7d, dove unisce la sua popolarità televisiva alla professionalità e competenza nel settore property management ed interior design. Nel 2020 è scelto dal gruppo Discovery come Talent della rete Home&Garden TV Italia per presentare il primo game show italiano televisivo in campo immobiliare, OK la casa è giusta!.

## Carriera

### Studi
- Perito elettronico
- Terapista Shiatsu
- Lettere moderne presso l'Università Statale di Milano
- Scuola di recitazione CTA di Milano
- Workshop di teatro con Elizabeth Kemp dall'Actor Studio di New York
- Scuola di recitazione Beatrice Bracco
- Accademia di Interior Design (2010)
- Corso di mediatore immobiliare (2013)

### Teatro
- Il gabbiano di Anton Čechov, regia di Lara Franceschetti - Teatro Kaboto - Milano
- La suprise de l'amour, regia di Marco Bracco - Musical - Debutto: 20 dicembre 2007 - Teatro Verdi di Genova
- I 39 scalini, regia di Maria Aitken (2008-2009)

### Cinema
- Le defi, regia di Blanca Li (2002) - Francia

### Televisione
- L'isola dei famosi 3 (Rai 2, 2005) Concorrente
- La sposa perfetta - Daytime (Rai 2, 2009) Conduttore
- La sposa perfetta (Rai 2, 2009) Giurato
- L'isola dei famosi 9 (Rai 2, 2012) Concorrente
- Chi sceglie la seconda casa? (Dove TV, 2015) Conduttore
- Ok, la casa è giusta! (HGTV, dal 2020) Conduttore

### Fiction
- L'uomo dell'argine, regia di Gilberto Squizzato (2004)
- Radio Sex, regia di Alessandro Baracco - Alice Home TV (2006)
- Un amour de fantôme, regia di Arnaud Sélignac  (2007) - Belgio e Francia
- Colpi di sole, regia di Mariano Lamberti - Rai 3 (2007)
- Coco Chanel, regia di Christian Duiguay (2008)

### Cortometraggi
- Coincidenze, regia di Gabriele Paoli (2010)
- Membro del gruppo Ragazzi Italiani per pochi mesi